# Індукційне нагрівання

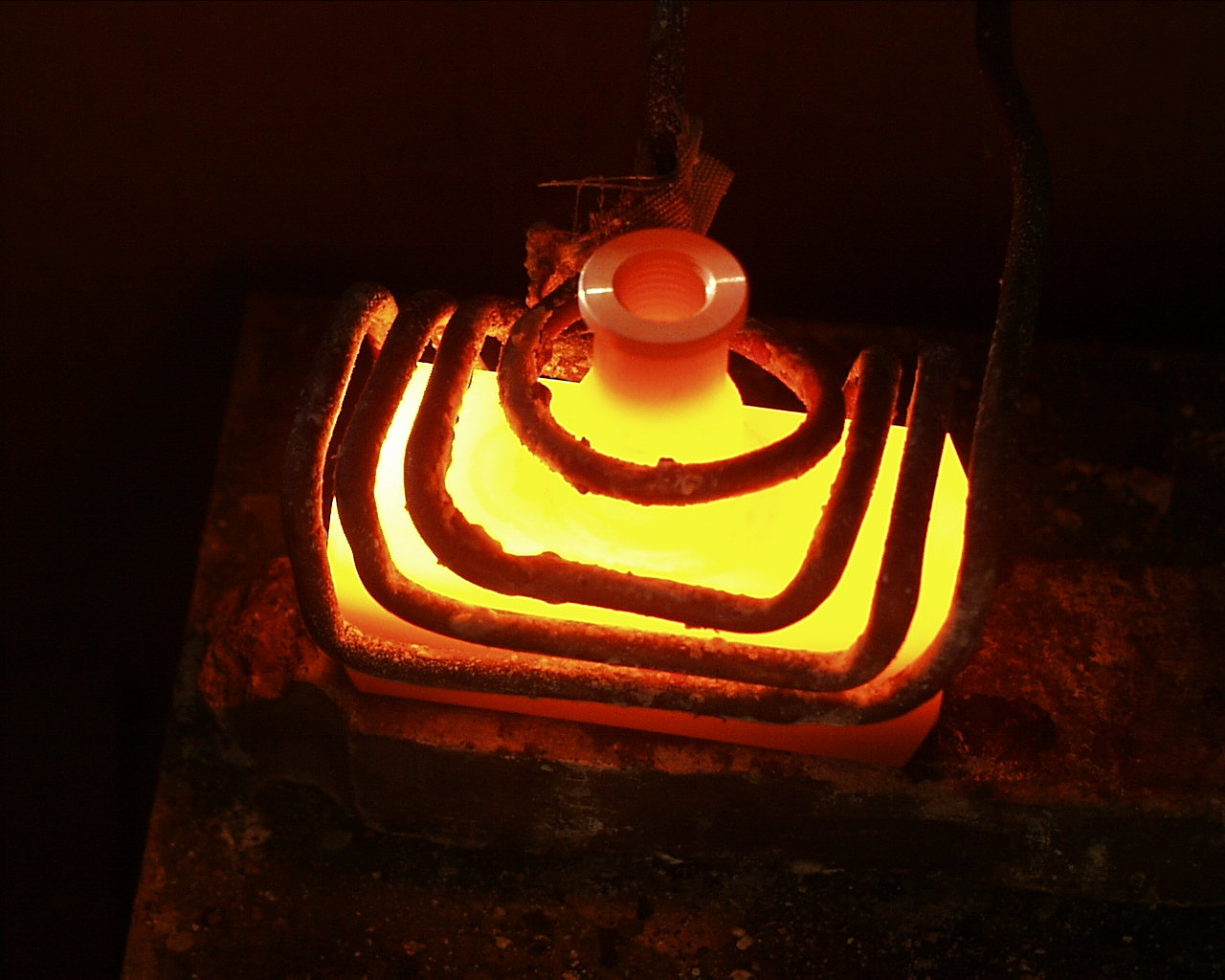
Індукційне нагрівання заготовки.

Індукці́йне нагріва́ння (англ. induction heating) — метод безконтактного електронагрівання електропровідного завантаження в електромагнітному полі, яке відбувається внаслідок явища електромагнітної індукції.

## Принцип дії
Індукційне нагрівання — це нагрівання матеріалів електричними струмами, які індукуються змінним магнітним полем. Отже, це нагрівання виробів з провідних матеріалів (провідників) магнітним полем індукторів (джерел змінного магнітного поля).
Індукційне нагрівання виконується таким чином. Електропровідна (металева, графітова) заготовка поміщається у так званий індуктор, що являє собою один або кілька витків дроту (найчастіше мідного). У індукторі за допомогою спеціального генератора наводяться потужні струми різної частоти (від десятка Гц до декількох МГц), в результаті чого навколо індуктора виникає електромагнітне поле. Електромагнітне поле наводить у заготовці вихрові струми. Вихрові струми розігрівають заготовку під дією джоулевого тепла (див. закон Джоуля-Ленца).
Система «індуктор-заготовка» являє собою трансформатор без осердя, в якому індуктор є первинною обмоткою. Заготівля є ніби вторинною обмоткою, що замкнена накоротко. Магнітний потік між обмотками замикається по повітрю.
На високій частоті вихрові струми витісняються утвореним ними ж магнітним полем в тонкі поверхневі шари заготовки Δ (Скін-ефект), в результаті чого їх щільність різко зростає, і заготовка розігрівається. Нижчерозташовані шари металу прогріваються за рахунок теплопровідності. Важливий не струм, а велика його щільність. У скін-шарі Δ щільність струму збільшується в e разів відносно густини струму у заготовці, при цьому в скін-шарі виділяється 86,4% тепла від загального тепловиділення. Глибина скін-шару залежить від частоти випромінювання: чим вище частота, тим тонше скін-шар. Також вона залежить від відносної магнітної проникності μ матеріалу заготовки.
Для заліза, кобальту, нікелю та магнітних сплавів при температурі нижче точки Кюрі μ має величину від декількох сотень до десятків тисяч. Для інших матеріалів (розплави, кольорові метали, рідкі легкоплавкі евтектики, графіт, електропровідна кераміка і т. д.) μ приблизно дорівнює одиниці.
Формула для обчислення глибини скін-шару в мм:
 : {\displaystyle \Delta =10^{3}{\sqrt {\frac {\rho }{\mu \mu _{0}\pi f}}}},
де μ 0 = 4π⋅10 −7  - магнітна постійна Гн / м, ρ  - питомий електричний опір матеріалу заготовки при температурі обробки, Ом * м, f - частота електромагнітного поля, що генерується індуктором, Гц.
Наприклад, при частоті 2 МГц глибина скін-шару для міді близько 0,25 мм, для заліза ≈ 0,001 мм.
Індуктор сильно нагрівається під час роботи, так як сам поглинає власне випромінювання. До того ж він поглинає теплове випромінювання від розжареної заготовки.Роблять індуктори з мідних трубок, охолоджуваних водою.

## Застосування
- Надчиста безконтактна плавка
- Пайка і зварювання металу

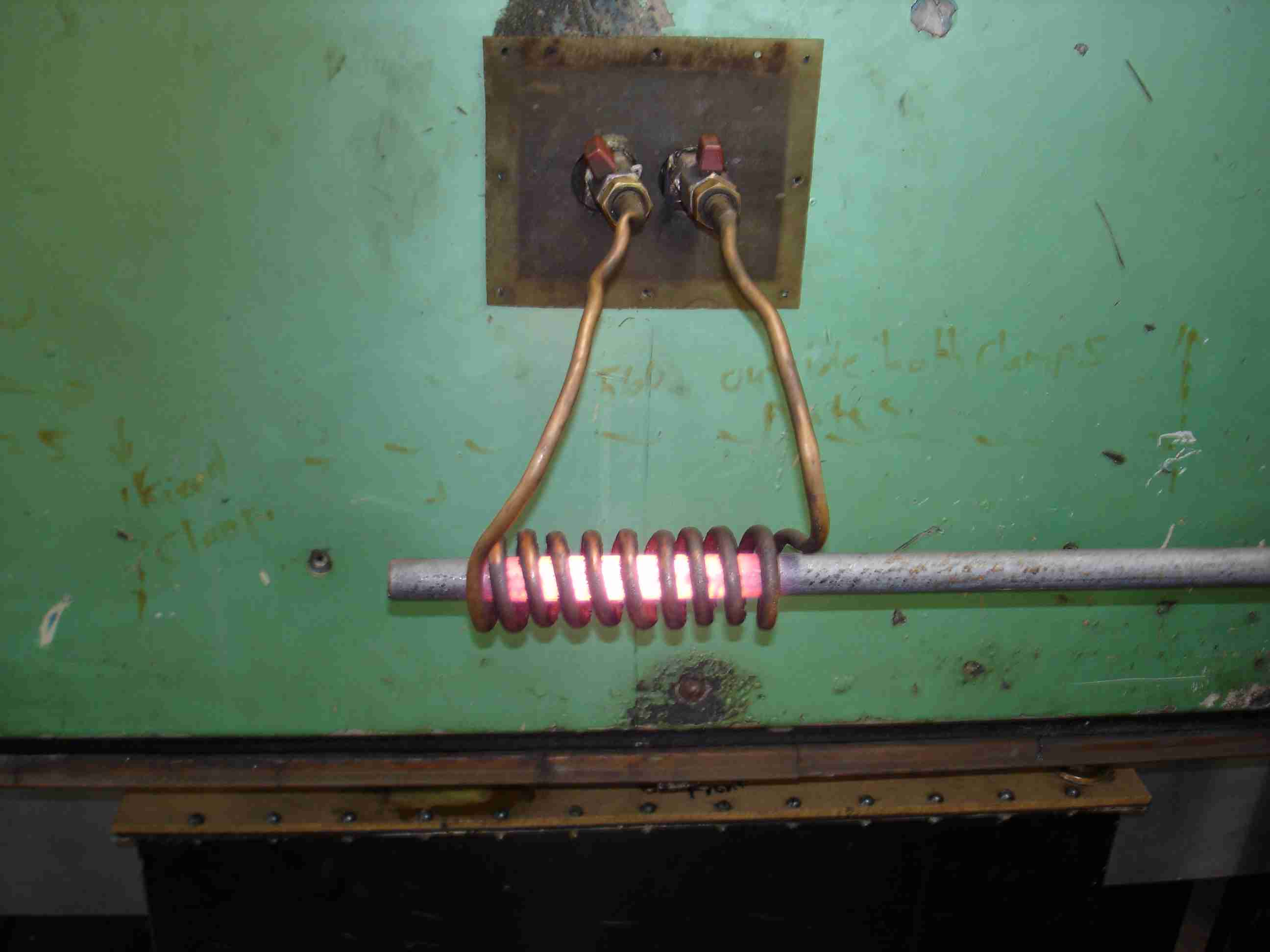
Індукційне нагрівання металевого стрижня діаметром 25 мм з використанням 15 кВт на частоті 450 кГц.

- Отримання дослідних зразків сплавів
- Гнучка і термообробка деталей машин
- Ювелірна справа
- Обробка дрібних деталей, які можуть пошкодитися при газополуменевому або дуговому нагріванні
- Поверхневе загартування
- Загартовування і термообробка деталей складної форми
- Знезараження медичного інструменту
- Розпилення гетеру і прогрівання (активація і тренування) катода в процесі виробництва вакуумних електронних приладів.

## Переваги
- Високошвидкісний розігрів або плавлення будь-якого електропровідного матеріалу.
- Можливий нагрів в атмосфері захисного газу, в окислювальному (або відновлювальної) середовищі, в рідині та у вакуумі.
- Нагрівання через стінки захисної камери, виготовленої зі скла, цементу, пластмас, дерева — ці матеріали дуже слабо поглинають електромагнітне випромінювання і залишаються холодними при роботі установки. Нагрівається тільки електропровідний матеріал — метал (в тому числі розплавлений), вуглець,  кераміка(яка проводить електричний струм), електроліти, рідкі метали і т. д. Наприклад, нутрощі радіолампи можна прогрівати для знегажування прямо через скляну колбу.
- За рахунок виникаючих МГД-зусиль відбувається інтенсивне перемішування рідкого металу, аж до утримання його в підвішеному стані в повітрі або захисному газі — так отримують надчисті сплави в невеликих кількостях (левітаційного плавка, плавка в електромагнітному тиглі).
- Оскільки розігрів ведеться за допомогою електромагнітного випромінювання, відсутнє забруднення заготовки продуктами горіння факела в разі газопламенного нагріву, або матеріалом електрода в разі дугового нагріву. Поміщення зразків в атмосферу інертного газу і висока швидкість нагріву дозволять ліквідувати утвореня шару оксиду.
- Не шкідлива для навколишнього середовища, так як відсутні продукти горіння. Невеликі установки індукційного нагріву можна експлуатувати в замкнутому і погано провітрюваному приміщенні, не обладнаному спеціальними засобами вентиляції та витяжками.
- Зручність експлуатації за рахунок невеликого розміру індуктора .
- Індуктор можна виготовити будь-якої форми — це дозволить рівномірно прогрівати по всій поверхні деталі складної конфігурації.
- Легко провести локальний і вибірковий нагрів.
- Так як найбільш інтенсивно розігрів йде в тонких верхніх шарах заготовки, а нижні шари прогріваються повільніше за рахунок теплопровідності, метод є ідеальним для проведення поверхневого загартовування деталей (серцевина деталі при цьому залишається в'язкою).
- Легка автоматизація обладнання і конвеєрних виробничих ліній. Простота управління циклами нагрівання та охолодження. Просте регулювання і утримування температури, стабілізація потужності, подача і знімання заготовок.

## Недоліки
- Підвищена складність обладнання, необхідний кваліфікований персонал для проектування установок, їх налаштування та ремонту.
- При поганому узгодженні індуктора з деталлю потрібна велика потужність на нагрів, ніж у випадку застосування для тієї ж задачі ТЕНів , електричних дуг і електронагрівальних спіралей.
- Потрібно потужне джерело електроенергії для живлення установки індукційного нагріву, а також насос і бак з охолоджувальною рідиною для охолодження індуктора. У цьому випадку застосування, наприклад, газових пальників більш виправдано.
- Незважаючи на невеликі розміри індуктора, агрегат індукційного нагріву в цілому досить громіздкий і маломобільний і більше підходить для стаціонарної установки в приміщенні, ніж для виїзних робіт.